# Suojarvskij rajon
Il Suojarvskij rajon (in russo Суоярвский район?) è un rajon della Repubblica di Carelia, nella Russia europea. Istituito nel 1940, il suo capoluogo è Suojarvi.